# 中村彼方
中村 彼方（なかむら かなた）は、日本の作詞家、絵本作家。2009年に「KANATA」として映画『ビートロック☆ラブ』の劇中歌「心のままに」で作詞家デビュー。

## 作品

### 書籍
- 絵本アプリ「てのひらの星」（2015年、iOS/Android[3]）
- 少女☆歌劇　レヴュースタァライト　オーバーチュア1,2（2018年、脚本）

### 作詞提供

#### テレビアニメ
- けいおん!（2009年 - 2010年、挿入歌）
  - 平沢唯(豊崎愛生)  - 「レッツゴー(唯Ver.) 」
  - 秋山澪(日笠陽子) - 「レッツゴー(澪Ver.)」
  - DEATH DEVIL(真田アサミ)  - 「Maddy Candy」「ラヴ」「GENOM」
  - 琴吹紬(寿美菜子)  - 「レッツゴー(紬Ver.)
  - 田井中律(佐藤聡美) - 「レッツゴー(律Ver.)」
  - 中野梓(竹達彩奈) - 「レッツゴー(梓Ver.)」
- DOG DAYS（2011年、エンディングテーマ）
  - 堀江由衣 - 「PRESENTER」
- 六畳間の侵略者!?（2014年、オープニングテーマ・エンディングテーマ）
  - ハート♡インベーダー[メンバー 1]  - 「好感Win-Win無条件」「大切リスト」、アルバム『大切リスト。』の全楽曲
  - 東本願早苗(鈴木絵理) - 「1000%憑いていきたい」「明日天気にな〜れ☆」
  - petit milady  - 「恋はみるくてぃ」
  - 虹野ゆりか(大森日雅)  - 「魔法少女シンドローム」「砂浜TEMPTATION」
  - クラノ=キリハ(田澤茉純)  - 「蝶台風 〜バタフライタイフーン〜」「僕らの風」
  - ティアミリス・グレ・フォルトーゼ(長縄まりあ)  - 「銀河皇国狂想曲」「MEMORIES」
- 結城友奈は勇者である （2014年・2016年・2017年・2019年・2021年、オープニングテーマ・エンディングテーマ・劇中歌）
  - 讃州中学勇者部[メンバー 2] - 「ホシトハナ」「祈りの歌」「Aurora Days」「soda pops」、アルバム『勇気のバトン』『勇気の歌』の全楽曲
  - 讃州中学勇者部[メンバー 3] - 「ハナコトバ」「勇者たちのララバイ」「アシタノハナタチ」「地平線の向こうへ」
- 悪魔のリドル（2014年、エンディングテーマ）
  - 10年黒組[メンバー 4] - 「天使のスマイル♥」「イノチノカラクリ」「Survival」、アルバム『黒組曲・序』『黒組曲・破』の全楽曲
- 聖剣使いの禁呪詠唱（2015年、エンディングテーマ・イメージソング）
  - petit milady  - カサナリアル
  - fortuna[メンバー 5] - 「マグナ・イデア」「キラリア」
  - 嵐城サツキ（竹達彩奈） - 「辿り着いた現在のその先で」
  - 漆原静乃（悠木碧) - 「Guilty Heavenly」
  - 灰村諸葉（石川界人） - 「DRAGON HEART」
  - サー・エドワード・ランパード(羽多野渉） - 「KEEP CALM AND ENJOY LIFE」
  - アンジェラ・ジョンソン小見川千明)  - 「EMERALD」
  - 四門摩耶（小倉唯） - 「うんめい★クリスタリゼイション」
  - 神崎斎子（小林ゆう） - 「妄 -デタラメ-」
  - 百地春鹿（内田真礼） - 「SPEED DEMON」
  - ソフィア・メルテザッカー（Machico)  - 「GREAT SOUL」
- 温泉幼精ハコネちゃん（2015年、オープニングテーマ）
  - petit milady - 「ハコネハコイリムスメ」
- パンでPeace!（2016年、オープニングテーマ）
  - petit milady - 「青春は食べ物です」
- 私がモテてどうすんだ（2016年、エンディングテーマ）
  - 村川梨衣 - ドキドキの風
- はんだくん（2016年）
  - 半田清（島﨑信長）、川藤鷹生（興津和幸）、相沢順一（広瀬裕也）、二階堂礼緒（柿原徹也）、筒井あかね（細谷佳正）、近藤幸男（山下大輝）、男の娘筒井(永塚拓馬) - 『はんだくんキャラクターソングミニアルバム』の全楽曲
- デュエル・マスターズ VSRF（2017年、エンディングテーマ）
  - Pyxis - 「FLAWLESS」
- ナイツ&マジック（2017年、エンディングテーマ）
  - 大橋彩香 - 「ユー&アイ」
- メイドインアビス（2017年）
  - リコ（富田美憂）、レグ（伊瀬茉莉也） - 「白笛の呼び声」「Secret in my heart」
- 結城友奈は勇者である-鷲尾須美の章-（2017年、オープニングテーマ）
  - 三森すずこ - 「エガオノキミヘ」
- NEW GAME!!（2017年）
  - 涼風青葉(高田憂希)  - 「イッチョクセン!」
  - 滝本ひふみ(山口愛) - 「small smile」
  - 篠田はじめ(戸田めぐみ) - 「Lv UP DAYS」
- タイムボカン 逆襲の三悪人（2017年、エンディングテーマ）
  - 夢みるアドレセンス - 「20xx」
- 小林さんちのメイドラゴン（2017年）
- ちょろゴンず[メンバー 6] - アルバム『小林さんちのメイ曲集』の全楽曲
- AKIBA'S TRIP -THE ANIMATION-（2017年、エンディングテーマ）
  - petit milady - 空腹からやりなおせ!
- だがしかし2（2018年、オープニングテーマ）
  - 竹達彩奈 - 「OH MY シュガーフィーリング!!」
- Cutie Honey Universe（2018年）
  - ミスティーハニー(田村ゆかり) - 「OVER HEAT,OVER HEART」
- ありすorありす（2018年、エンディングテーマ）
  - Pyxis - 「LONELY ALICE」
- 少女☆歌劇 レヴュースタァライト（2018年、オープニングテーマ・エンディングテーマ・戯曲脚本）
  - スタァライト九九組[メンバー 7] - 「星のダイアローグ」「Fly Me to the Star」「よろしく九九組」「ロマンティッククルージン」
- 百錬の覇王と聖約の戦乙女（2018年、エンディングテーマ）
  - petit milady -「世界中が恋をする夜」
- やがて君になる（2018年、エンディングテーマ）
  - 小糸侑（高田憂希）、七海燈子（寿美菜子）-「hectopascal」
- 雨色ココア sideG（2019年、主題歌）
  - 立花理香 - 「カラフルパサージュ」

#### 劇場アニメ
- 結城友奈は勇者である-鷲尾須美の章-シリーズ（2017年、オープニングテーマ・エンディングテーマ）
  - 鷲尾須美（三森すずこ）、乃木園子（花澤香菜）、三ノ輪銀（花守ゆみり） - 「ともだち」
  - 三ノ輪銀（花守ゆみり） - 「たましい」
  - 三森すずこ - 「サキワフハナ」
  - 鷲尾須美（三森すずこ）、乃木園子（花澤香菜） - 「やくそく」「ともだち」
- 劇場版再生産総集編「少女☆歌劇 レヴュースタァライト ロンド・ロンド・ロンド」（2020年、主題歌）
  - スタァライト九九組 - 「再生讃美曲」
- 劇場版 少女☆歌劇 レヴュースタァライト（2021年、レヴュー曲・主題歌等）
  - 大場なな（小泉萌香） - 「wi(l)d-screen baroque」
  - 石動双葉（生田輝）、花柳香子（伊藤彩沙） - 「わがままハイウェイ」
  - 神楽ひかり（三森すずこ）、露崎まひる（岩田陽葵） - 「MEDAL SUZDAL PANIC◎〇●」
  - 星見純那（佐藤日向）、大場なな（小泉萌香） - 「ペン：力：刀」
  - 天堂真矢（富田麻帆）、西條クロディーヌ（相羽あいな） - 「美しき人　或いは其れは」
  - 愛城華恋（小山百代）、神楽ひかり（三森すずこ） - 「スーパー スタァ スペクタクル」、「Dream of You」（主題歌CDカップリング曲）
  - スタァライト九九組 - 「私たちはもう舞台の上」（主題歌）、「舞台裏のレヴュー」（Blu-ray特典CD）

#### ゲーム
- ウマ娘 プリティーダービー（2017年、イメージソング）
  - マルゼンスキー（Lynn）、フジキセキ（松井恵理子）、オグリキャップ（高柳知葉） - 「unbreakable」
  - ウオッカ（大橋彩香）、ゴールドシップ（上田瞳）、ダイワスカーレット（木村千咲） - 「Rising Girl」
  - メジロマックイーン（大西沙織）、エルコンドルパサー（高橋未奈美）、テイエムオペラオー（徳井青空） - 「Waiting for Tomorrow」
- アイドルマスター ミリオンライブ!（2017年 - 2022年）
  - 白石紬（南早紀） - 「瑠璃色金魚と花菖蒲」「さかしまの言葉」「折紙物語」
  - 北沢志保（雨宮天） - 「CAT CROSSING」
  - 箱崎星梨花（麻倉もも） - 「Come on a Tea Party!」
  - 真壁瑞希（阿部里果） - 「Silent Joker」
  - 二階堂千鶴（野村香菜子） - 「ムーンゴールド」
  - 田中琴葉（種田梨沙）、周防桃子（渡部恵子）、馬場このみ（高橋未奈美）、真壁瑞希（阿部里果）、白石紬（南早紀） - 「ラスト・アクトレス」
  - Chrono-Lexica[メンバー 8] -  「dans l'obscurité」
  - 七尾百合子（伊藤美来） -  「恋のWa・Wo・N」
- アイドルマスター シャイニーカラーズ（2018年 - 2021年）
  - イルミネーションスターズ[メンバー 9] - 「ヒカリのdestination」「虹になれ」「We can go now!」「トライアングル」
  - 風野灯織（近藤玲奈） - 「スローモーション」
- アルゴナビス from BanG Dream! AAside（2021年）
  - Fantôme Iris（歌唱：ランズベリー・アーサー） - 「棺の中のセラヴィ」

#### 映画
- ビートロック☆ラブ（2010年、挿入歌）
  - 心のままに（武瑠〈SuG〉、荒木宏文、桐山漣、小野健斗、大河元気)

#### 舞台
- 少女☆歌劇 レヴュースタァライトシリーズ（2017年 - 、劇中歌）
  - スタァライト九九組 - 「Star Divine」「舞台少女心得」「願いは光になって」「スタァライトシアター」「Circle of the Revue」「キラめきのありか」
  - 愛城華恋（小山百代）、神楽ひかり（三森すずこ） - 「Fancy You」
  - 天堂真矢（富田麻帆）、西條クロディーヌ（相羽あいな）、石動双葉（生田輝）、花柳香子（伊藤彩沙） - 「GANG☆STAR」
  - 星見純那（佐藤日向）、露崎まひる（岩田陽葵）、大場なな（小泉萌香） - 「情熱の目覚めるとき」

#### その他のタイアップ
- 小説「剣士を目指して入学したのに魔法適性 9999 なんですけど!?」（2017年、イメージソング）
  - Pyxis - 「ダイスキ×じゃない」

#### 歌手
- 少女時代 （2010年 - 2014年、日本語訳詞）
  - 「GENIE(Japanese Ver.) 」「Gee(Japanese Ver.) 」「Run Devil Run(Japanese Ver.)」「BOOMERANG」
  - 「I'm In Love With The HERO」「BORN TO BE A LADY」 - アルバム『GIRLS' GENERATION』収録
  - 「GENIE」「Gee」「Run Devil Run」「HOOT」 - アルバム『GIRLS' GENERATION』『THE BEST (少女時代のアルバム)|THE BEST』収録
- FTISLAND（2009年）
  - 「So today...」
- DOMINO（2011年）
  - 「GO GiRL」「20!!!」
- F.CUZ（2011年）
  - 「LUV HOLIC」「AROUND YOU」
- タッキー&翼（2011年）
  - 「Billions of You」
- 観月ありさ （2011年）
  - 「Heroines!」
- ももいろクローバーZ（2011年）
  - 天手力男
- 果山サキ（2011年）
  - 「本当にキミじゃないのかな・・・ feat.SoulJa」
- SATOMi
  - 「Joy Of Love 〜happy ever after〜 feat.HISATOMI」「Hug feat. SHUN」「My Only One」 - アルバム『chainin'』収録
- SHINee
  - The SHINee World
- D☆DATE（2012年）
  - JOKER - JINとの共作詞
- SE7EN（2012年・2017年）
  - 「LOVE AGAIN」「僕が歌えなくても」
  - アルバム『SOMEBODY ELSE』の全楽曲
  - 「JACKPOT」「Story of my life」 - アルバム『1109』収録
- FLOWER （2012年）
  - 「YOUR GRAVITY」
- Happiness（2012年）
  - 「Alive」
- ベッキー♪♯（2013年）
  - 「ぎゅ。」
- 小松未可子（2013年）
  - Baby DayZ
- MYNAME（2013年 - 2014年）
  - 「Beautiful Life」「You’re Waiting For Me」 - アルバム『WE ARE MYNAME』収録
  - 「Your Answer」
- DJ Deckstream（2013年）
  - 「DON’T STOP THE KILLER TUNE feat.AISHA」
- PAGE（2014年）
  - 「ノンフィクション・ガールは窓の向こう」
- chay（2014年 - 2015年）
  - 「DREAM SNIPER」「Love is lonely」「Forever」
- petit milady（2014年 - 2017年）
  - 「アップルパイ・ア・ラ・モード」
  - 「THE SONG IS...」「Ma Chérie」「恋はみるくてぃ」 - アルバム『Mille Mercis』収録
  - 「青春は食べ物です」「#彼氏いません」「ハコネハコイリムスメ」「クジラの背中」 - アルバム『CALENDER GIRL』収録
  - 「空腹からやりなおせ！」「らぶれたーふろむかぐや」「Cinderella Beyond The Destiny」 - アルバム『petit miretta』収録
- 内田彩（2014年 - 2017年）
  - 「アップルミント」「ONE WAY」 - アルバム『アップルミント』収録
  - 「Like a Bird」「Daydream」 - アルバム『Blooming!』収録
  - 「MELODY」「Blue Flower」
- ROMEO（2014年）
  - 「Innocent Love」「Softly」 - アルバム『ALIVE』収録
- でんぱ組.inc ×ウルトラバトル列伝（2015年）
  - 「超絶ウルトラ☆Happy Days」 - JINとの共作詞
- NEKO PUNCH（2015年）
  - 「大人ならわかるでしょ」
- AOA（2015年）
  - 「胸キュン」「Luv Me(Japanese ver.)」「Stay with me」 - アルバム『Ace of Angels』収録
- 三森すずこ（2015年）
  - 「Heart Collection」
- 武藤彩未（2015年）
  - Doki Doki
- TeddyLoid（2015年）
  - 天手力男(TeddyLoid × tofubeats REMIX)
- 吉澤嘉代子（2015年 - 2017年）
  - 「綺麗」「必殺サイボーグ(ワーズディレクション) 」 - アルバム『秘密公園』収録
  - 「movie」「綺麗(ワーズディレクション)」 - アルバム『東京絶景』収録
  - 「ねえ中学生 feat.私立恵比寿中学」「綺麗 remixed by 小島英也(ORESAMA)(ワーズディレクション)」 - コラボレーションミニアルバム『吉澤嘉代子とうつくしい人たち』収録
  - 「ねえ中学生(ワーズディレクション)」
- SOLIDEMO（2015年）
  - 「Could U Be My Girl?」
- XOX（2015年 - 2017年）
  - 「XXX」「Ex SUMMER」「Nice Day」「PINKY BABY」
- Crystal Kay （2015年 - 2016年、日本語歌詞）
  - 「Very Special」「Forever Young」
- トミタ栞 feat. Ladybeard（2016年）
  - 「ホワイトデイ(ワーズディレクション)」
- BAND-MAID（2016年）
  - 「the non-fiction days」「Before Yesterday」
- Trignal（2016年）
  - 「色づく季節」
- The Hitch Lowke
  - 「THE STAN」「夢追いのバラッド(ワーズディレクション)」 - アルバム『ロッシュの限界』収録
- Pyxis（2016年 - 2017年）
  - 「恋でした」「Welcome! My best friend」「初恋の棘」 - アルバム『First Love 注意報！』収録
  - 「FLAWLESS」「ダイスキ×じゃない」「Call Me もえし」 - アイドル『Pop-up Dream』収録
- 葉山彩音（2016年）
  - iTunes限定ミニアルバム『FANTASIA』の全楽曲
- 上田麗奈
  - 車庫の少女 - フランス語訳詞・台詞
- J☆Dee'Z（2017年）
  - 「Boy friend」
- GIRLFRIEND（2017年）
  - 「キセキラッシュ」 - GIRLFRIENDとの共作詞
- ユナク&ソンジェ from 超新星（2017年）
  - 「君と帰る場所」 - 日本語訳詞
- VIXX（2017年）
  - 「Celebration!!」 - 共作詞
- スフィア（2017年）
  - 「&SPARKLIFE」 - アルバム『ISM』収録
- 立花理香（2018年）
  - 「REALISTIC」 - ミニアルバム『Flora』収録
  - 「Brand New」 - ミニアルバム『LIFE』収録
- 石原夏織
  - 「Blooming Flower」（2018年）
  - 「Sunny You」 - アルバム『Sunny Spot』（2018年）収録
  - 「Harmonia」- アルバム『Calm Scene』（2024年）収録[4]
- 風男塾 (2019年)
  - 「Excuse You！」
- PRODUCE 101 JAPAN（2019年）
  - 「ツカメ ～It's Coming～」
  - 「クンチキタ」「DOMINO」「Black Out」「やんちゃBOYやんちゃGIRL」- 配信アルバム『PRODUCE 101 JAPAN - 35 Boys 5 Concepts』収録
- PRODUCE 101 JAPAN SEASON2（2021年）
  - 「Let Me Fly ～その未来へ～」
- MAZZEL(2023年)
  - 「Vivid」 - 共作詞
  - 「CAME TO DANCE」 - 共作詞
- PRODUCE 101 JAPAN THE GIRLS（2023年）
  - 「LEAP HIGH! 〜明⽇へ、めいっぱい〜」 - 共作詞
- ukka（2023年）
  - 「Rising dream」
  - 「don't say Love」
  - 「つなぐ」 - オーノカズナリとの共作詞

### ユニットメンバー
1. ↑  大森日雅、鈴木絵理、田澤茉純、長縄まりあ
2. ↑  照井春佳、三森すずこ、内山夕実、黒沢ともよ、長妻樹里
3. ↑  照井春佳、三森すずこ、内山夕実、黒沢ともよ、長妻樹里、花澤香菜
4. ↑  諏訪彩花、金元寿子、南條愛乃、浅倉杏美、内村史子、内田愛美、三澤紗千香、大坪由佳、荒川美穂、佳村はるか、安済知佳、沼倉愛美、山田悠希
5. ↑  嵐城サツキ（竹達彩奈）、漆原静乃（悠木碧）、四門摩耶（小倉唯）、百地春鹿（内田真礼）
6. ↑  トール（桑原由気）、カンナ（長縄まりあ）、エルマ（高田憂希）、ルコア（高橋未奈美）
7. ↑  愛城華恋（小山百代）、神楽ひかり（三森すずこ）、天堂真矢（富田麻帆）、星見純那（佐藤日向）、露崎まひる（岩田陽葵）、大場なな（小泉萌香）、西條クロディーヌ（相羽あいな）、石動双葉（生田輝）、花柳香子（伊藤彩沙）
8. ↑  七尾百合子（伊藤美来）、永吉昴（斉藤佑圭）、真壁瑞希（阿部里果）、望月杏奈（夏川椎菜）、ロコ（中村温姫）
9. ↑  櫻木真乃（関根瞳）、風野灯織（近藤玲奈）、八宮めぐる（峯田茉優）